# Musa sanguinea
Musa sanguinea är en enhjärtbladig växtart som beskrevs av Joseph Dalton Hooker. Musa sanguinea ingår i släktet bananer, och familjen bananväxter. Inga underarter finns listade i Catalogue of Life.